# Acacia huilana
Acacia huilana é uma espécie de leguminosa do gênero Acacia, pertencente à família Fabaceae.